# Cuenca Minera (Huelva)
La Cuenca Minera es una de las seis comarcas de la provincia de Huelva, en la comunidad autónoma de Andalucía, España. La zona ha estado ligada tradicionalmente a la minería, estando situada en su territorio la cuenca minera de Riotinto-Nerva con una gran número yacimientos.

## Municipios
Está formada por los siguientes municipios:
| Escudo | Municipio              | Superficie (km2) | Población (2024) | Densidad (hab./km2) |
| ------ | ---------------------- | ---------------- | ---------------- | ------------------- |
|        | Berrocal               | 126,0            | 288              | 2,29                |
|        | Campofrío              | 48,0             | 724              | 15,08               |
|        | El Campillo            | 90,72            | 2 014            | 22,20               |
|        | La Granada de Riotinto | 44,70            | 244              | 5,46                |
|        | Minas de Riotinto      | 23,31            | 3 713            | 159,29              |
|        | Nerva                  | 55,0             | 5 073            | 92,23               |
|        | Zalamea la Real        | 238,86           | 2 963            | 12,40               |
|        | Total                  | 626,59           | 15 019           | 23,97               |

## Extensión
Se sitúa en el este de la provincia y limita por el este con la provincia de Sevilla, por el sur con la comarca de El Condado, por el oeste con El Andévalo y por el norte con la Sierra de Huelva.

## Otras comarcas
Otras comarcas de la provincia de Huelva son:
- El Andévalo
- El Condado (Huelva)
- Costa Occidental de Huelva
- Comarca Metropolitana de Huelva
- Sierra de Huelva